# VGA Saint-Maur Football Féminin
Maillots
La section football féminin de la VGA Saint-Maur est un club féminin de football français basé à Saint-Maur-des-Fossés dans le Val-de-Marne et fondé en 1968.
Les Saint-Mauriennes font partie des seize équipes qui ont fondé le championnat de France féminin en 1974. Malgré des débuts difficiles et un passage rapide par les divisions régionales, elles s'imposent au début des années 1980 en remportant six titres de championne de France. Le club connait cependant un lent déclin durant les années 1990 et quitte l'élite en 1998. Durant les années 2000, le club alterne entre Division 2 et Division 3, jusqu'à sa relégation en Division d'Honneur d'Île-de-France en 2010.
L'équipe fanion du club, entraînée par Yanis Lamraoui, évolue actuellement en Régional 1 et joue à domicile au stade Adolphe-Chéron.

## Histoire

### Genèse du football féminin à la VGA
La section féminine du club est pionnière en Île-de-France en commençant ses activités dès la saison 1967-1968 sous l'impulsion du président des supporters de la VGA football, Hubert Indrigo. La VGA sera rapidement rejointe (octobre 1968) par le club voisin du Racing Club de Joinville. La première équipe senior est mise en place à l'automne 1969, deux ans avant l'autorisation par la FFF de la pratique féminine. Appelées par le mensuel du club, les « suffragettes » de la VGA, les Saint-Mauriennes disputent leur premier match contre Saint-Quentin, qui a deux ans d'entraînement contre seulement trois mois pour la VGA. Saint-Quentin remportent ainsi la rencontre 4 buts à 1. Au printemps 1970, elles affrontent Soissons et accueillent le Stade de Reims. Elles reçoivent même à domicile l'équipe tchécoslovaque Slavia Pramen Kaplice le 7 juillet. Deux Saint-Mauriennes sont d'ailleurs sélectionnées pour disputer un tournoi à Prague.
Parmi les pionnières, figurent la capitaine Joëlle Ferrand ou Fanette Poupart. Elles ne sont toutefois par encore prises au sérieux alors que le journal du club omnisports explique qu'« elles n'ont pas prétention d'égaler les équipes masculines, car les techniques sont différentes en raison des dispositions physiques ».
La VGA participe au championnat féminin d'Île-de-France mis en place par la Ligue de Paris dès sa création en 1970. Avec le RC Joinville, les deux clubs dominent les premières éditions du championnat dès la saison 1971-1972. La première édition est remportée par Joinville devant la VGA dans un championnat comptant neuf équipes. Outre Saint-Maur et Joinville, AS Brévannes, ES Juvisy, Paris Saint-Germain FC, CSM Livry-Gargan, AS Marcoussis, ASPTT Paris et US Grigny complétaient le plateau. Les Saint-Mauriennes remportent le titre en 1974 et 1975.
Championne de Paris en 1974, la VGA représente la ligue parisienne lors de la première édition du championnat de France en 1974-1975. Trois défaites enregistrées en poule pour quinze buts encaissés en aucun marqué ; les débuts au plus haut niveau sont pénibles. Maintenue parmi l'élite en raison de la rétrogradation administrative de Fourmies, la VGA ne signe la saison suivante qu'un match nul pour trois défaites en poule pour dix buts encaissés et quatre buts marqués. C'est la relégation au niveau régional.

### La VGA six fois championne de France (1978-1998)
En 1978, la VGA Saint-Maur, entraînée par Jeff Theresin, remporte de nouveau le championnat de Paris ainsi que la Coupe de Paris, et est de retour en Championnat de France en 1978-1979. Le club participe même aux phases finales et s'arrête en quarts de finale contre Reims. Les deux saisons suivantes, les franciliennes participent aux phases finales sans atteindre la finale, toutefois. Absentes de la phase finale en 1981-1982, les Saint-Mauriennes, entrainées par Dominique Tedeschi, l'une des seule détentrice du Brevet d'État d'Entraîneur, sont finalement récompensées de leur progression en accédant à leur première finale nationale en 1983. La VGA s'impose aux tirs au but 7-6 après un match nul 1-1 à Pierrelatte contre Hénin-Beaumont. C'est le premier des six titres remportés par le club jusqu'en 1990. En outre, la VGA prend également part à deux autres finales en 1984 et 1991. En 1987, Élisabeth Loisel prend le statut d'entraîneur-joueuse, remplaçant Dominique Tedeschi.
En juillet 1988, six joueuses saint-mauriennes prennent part au Mundialito, une coupe du monde féminine organisée en Italie. Une trentaine de joueuses porteront successivement le maillot de l'équipe de France durant la période faste de la VGA. Figurent parmi elles, Nicole Abar, Régine Mismacq ou encore Sandrine Roux, gardienne de but aux soixante-dix sélections, mais aussi Élisabeth Loisel, la capitaine de l'équipe, qui possède quant à elle 41 sélections en Bleues. Presque toutes les joueuses de la VGA étaient internationales lorsque le club était au sommet du championnat. Le président du club, Hubert Indrigo, n'hésitait pas à aider les filles à trouver du travail ou un logement afin d'attirer les meilleures joueuses de la région parisienne.
Dans les années 1990, le club fait face par la suite à la rude concurrence de Juvisy qui a consenti d'importants efforts pour recruter de grandes joueuses. Soutenu par sa municipalité, le club de l'Essonne offre des conditions que la VGA n'est pas en mesure de proposer. En outre, à la suite du départ de l'entraîneur Valérie Duru, quatre joueuses mécontentes, dont trois internationales, quittent le club pour Juvisy.

### Descente dans les échelons inférieurs (1998-2010)
En 1998, le club est relégué après avoir dû déclarer forfait pour la dernière journée face à Montpellier à cause d'une grève des transports. Cette relégation en National 1B met un terme à vingt saisons de présence au plus haut niveau. Ne parvenant pas à remonter de suite en première division, le club perd ses dernières internationales à l'été 1999. Conscient d'avoir perdu sa puissance d'antan, le club par la voix de son nouvel entraîneur Luther Kanor veut se restructurer et se stabiliser en N1B.
« Cette saison, on vise le maintien en Nationale 1B. Mais après les années de gloire que nous avons connues, nous mettons un projet en place pour restructurer le club. On reprend le travail à la base. À l'époque, Saint-Maur brassait les meilleures joueuses d'Ile-de-France. Maintenant, les filles s'éparpillent et se dirigent vers le Paris SG ou bien Juvisy. Quand on a des qualités, on préfère aller dans le club essonnien. Dans les années quatre-vingt, ce n'était pas le cas. Nous sommes un club convivial. Il faut que les filles continuent à prendre du plaisir sans pour autant négliger la rigueur dans le travail. Ici, il n'y a pas d'argent. Nous devons donc faire le nécessaire pour qu'elles se sentent bien chez nous et ainsi les garder. (...) Pour le moment, l'objectif est de nous stabiliser en N 1B. À moyen terme, nous voulons effectivement monter en N 1A. Ça va être difficile de retrouver notre passé. On n'est plus ce que l'on était. »
— Luther Kanor, Le Parisien.
En 2001, la VGA commence sa saison en N1B avec un nouvel entraîneur, Jacques Becker, ancien éducateur en sport-études. Mais novice dans le football féminin, il ne parvient pas à faire adhérer les joueuses à son discours. Il abandonne donc à quatre journées de la fin et est remplacé par l'ancienne internationale Sylvie Cassauba qui ne parvient pas à reverser la situation. Faisant face la même saison au resserrement à deux groupes de la deuxième division, le club est relégué dans la nouvelle Division 3 à la suite de sa huitième place sur dix équipes. La première saison en D3 est prometteuse pour la VGA qui termine invaincue de sa poule, mais échoue à la troisième place du groupe A du tournoi final. La saison suivante, les joueuses de Sylvie Cassauba, qui ont atteint les seizièmes de finale de Challenge de France pour la première fois, terminent cette fois-ci deuxièmes de leur groupe de barrages et obtiennent leur remontée en Division 2. De retour en D2 en 2004, la VGA engage un nouvel entraîneur, Christophe Neves, ancien entraîneur des jeunes à Villemomble et au Paris FC, et vise le maintien malgré le départ de joueuses importantes comme Claire Ficadière qui s'est engagée avec le Paris SG en D1. Ce sera chose faite avec la septième place du groupe A obtenue en fin de saison. En 2006, la VGA dispute son premier 8e de finale de Challenge de France de son histoire, échouant face à Hénin-Beaumont (4-1), pensionnaire de D1. En début de saison 2007-2008, Gesly Eliscart arrive à la tête de l'équipe première.
En 2009, 11 ans après leur dernier affrontement (face au FC Lyon), la VGA affronte l'Olympique lyonnais en 8es de finale de Challenge de France. Le match est sans appel, avec une défaite 0-8 pour les Saint-Mauriennes, entraînées par Christian Le Ray. En fin de saison, la VGA Saint-Maur retombe en Division 3, avant de retrouver un an plus tard la Division d'Honneur d'Ile-de-France à la suite de la disparition de la troisième division nationale. En 2009-2010, la VGA, dirigée par la gardienne et entraîneure Amélie Delvallée, échoue de peu à remonter en D2, finissant à la 2e place de leur groupe interrégional. La VGA repart alors de zéro et amorce une remontée en nommant à la tête de l'équipe Régis Mohar. À l'été 2012, le club se renforce de trois joueuses de D1 : les deux internationales algériennes Lilia Boumrar et Leila Meflah (Vendenheim) et Claire Ficadière, de retour au club après son passage au PSG. En janvier 2013, la vice-championne olympique de judo Frédérique Jossinet qui s'est reconvertie au foot après sa retraite du judo, fait ses débuts avec la VGA. Le même mois, les joueuses saint-mauriennes créent l'exploit en 32es de finale de Coupe de France en éliminant Issy (4-2), club de première division. En fin de saison, la VGA obtient sa remontée en Division 2 quatre ans après sa dernière saison à ce niveau. Le club a en effet finit premier de la poule B interrégionale après son 5e succès (en autant de matchs) face à Châtenoy-le-Royal (3-0). « Nous avons réalisé une saison quasi parfaite en Championnat et en Coupe de France (éliminé en 8es de finale) » conclut l'attaquante Lilia Boumrar.

### Renouveau et stabilisation en D2 (2013-2022)

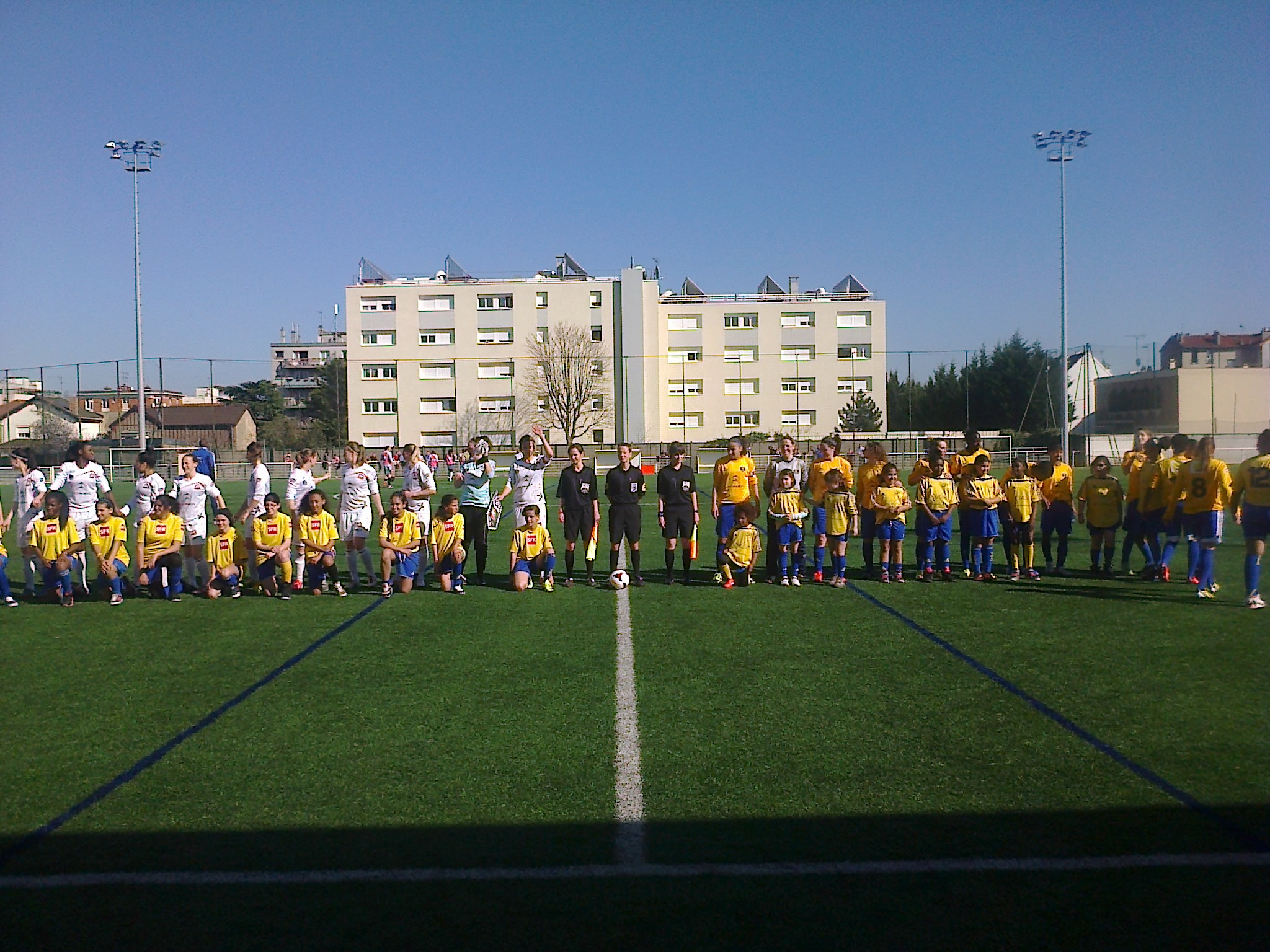
Huitième de finale de Coupe de France contre Juvisy en 2014.

Après être remonté en D2 en 2013 et avoir raté de peu la montée en D1 en 2014, le club francilien, porté par sa buteuse camerounaise Marlyse Ngo Ndoumbouk, réalise un parcours parfait l'année suivante (22 matchs, 22 victoires, 98 buts marqués pour 10 encaissés), une performance historique en Division 2, et accède à la D1 Féminine, 17 ans après l'avoir quitté. Pour la saison en D1, le club garde son effectif de la saison précédente et se renforce seulement de la Camerounaise Francine Zouga. Le 13 septembre 2015, la VGA remporte son premier match de la saison, contre Nîmes, sa première victoire en D1 depuis le 10 mai 1998, soit 6 335 jours. Mais avec un effectif trop inexpérimenté à ce niveau, Saint-Maur enchaîne les défaites et est officiellement relégué en D2 après une défaite face au PSG,.
En 2017-2018, sous les ordres de Frédéric Gonçalves, l'équipe se structure avec de nombreuses jeunes joueuses, notamment Naomie Feller et Célia Barclais, futures joueuses de D1, entourées de quelques anciennes comme Kani Konté, Mélanie Hacard ou Karen Montgénie. Malgré une moyenne d'âge de moins de 20 ans, le groupe réalise une bonne saison en terminant à la 7e place avec 11 victoires. Alors que le niveau du football féminin national progresse avec sa professionnalisation progressive, la VGA se place comme un club formateur, qui voit donc son effectif se renouveler chaque année, tout en se pérennisant en D2. Ainsi, à l'été 2020, pas moins de quatre jeunes joueuses rejoignent des clubs de D1 : Maëlys Mpome au MHSC, Kate Nado et Kenza Chapelle au FC Fleury 91, ou encore Salma Zemzem au GPSO 92 Issy.
Durant l'année 2020, le club francilien lie des partenariats à l'international, avec l'annonce en février d'un accord avec l'Association Régionale de Soccer du Lac St-Louis basée à Montréal puis en novembre avec l'Académie Française de Football Middle East basée à Beyrouth. Ces partenariats rentrent dans le cadre du développement du football féminin, avec des échanges de savoir-faire possibles et l'opportunité pour de jeunes joueuses canadiennes et libanaises d'intégrer la VGA notamment. La saison 2020-2021 est arrêtée en octobre en raison de la pandémie de Covid-19. Le club, associé à treize autres clubs du championnat, demande à la FFF de relancer le championnat, sans succès. La saison suivante, avec 15 défaites en 22 journées, la VGA termine 11e de son groupe et est reléguée en Régional 1, quittant le niveau national neuf ans après sa remontée.

## Résultats sportifs

### Palmarès
| Compétitions nationales | Compétitions régionales |
| - Championnat de France (6) - Champion : 1983, 1985, 1986, 1987, 1988, 1990. - Vice-champion : 1984, 1991. - Championnat de France de D2 (1) - Champion : 2015 | - Division d'Honneur (1) - Champion : 2013 - Championnat de Paris (3) - Champion : 1974, 1975 et 1978 - Coupe de Paris (13) - Vainqueur : ..., 2001, 2002, 2013, 2015, 2019, 2022 - Finaliste : ..., 2000, 2004, 2006, 2007, 2010 et 2018 |

### Bilan saison par saison
Le tableau suivant retrace le parcours du club depuis la création de la première division en 1974.
| Édition   | Division 1     | Division 2             | Division 3                           | Divisions régionales                     | Coupe de France     |
| 1974-1975 | Premier tour   | Championnat inexistant | Championnat inexistant               | -                                        | Coupe inexistante   |
| 1975-1976 | Premier tour   | Championnat inexistant | Championnat inexistant               | -                                        | Coupe inexistante   |
| 1976-1977 | -              | Championnat inexistant | Championnat inexistant               | ...                                      | Coupe inexistante   |
| 1977-1978 | -              | Championnat inexistant | Championnat inexistant               | ...                                      | Coupe inexistante   |
| 1978-1979 | 1/4 de finale  | Championnat inexistant | Championnat inexistant               | -                                        | Coupe inexistante   |
| 1979-1980 | Demi-finaliste | Championnat inexistant | Championnat inexistant               | -                                        | Coupe inexistante   |
| 1980-1981 | Demi-finaliste | Championnat inexistant | Championnat inexistant               | -                                        | Coupe inexistante   |
| 1981-1982 | Premier tour   | Championnat inexistant | Championnat inexistant               | -                                        | Coupe inexistante   |
| 1982-1983 | Champion       | -                      | Championnat inexistant               | -                                        | Coupe inexistante   |
| 1983-1984 | Finaliste      | -                      | Championnat inexistant               | -                                        | Coupe inexistante   |
| 1984-1985 | Champion       | -                      | Championnat inexistant               | -                                        | Coupe inexistante   |
| 1985-1986 | Champion       | -                      | Championnat inexistant               | -                                        | Coupe inexistante   |
| 1986-1987 | Champion       | Championnat inexistant | Championnat inexistant               | -                                        | Coupe inexistante   |
| 1987-1988 | Champion       | Championnat inexistant | Championnat inexistant               | -                                        | Coupe inexistante   |
| 1988-1989 | 1/4 de finale  | Championnat inexistant | Championnat inexistant               | -                                        | Coupe inexistante   |
| 1989-1990 | Champion       | Championnat inexistant | Championnat inexistant               | -                                        | Coupe inexistante   |
| 1990-1991 | Finaliste      | Championnat inexistant | Championnat inexistant               | -                                        | Coupe inexistante   |
| 1991-1992 | 1/4 de finale  | Championnat inexistant | Championnat inexistant               | -                                        | Coupe inexistante   |
| 1992-1993 | 3e             | -                      | Championnat inexistant               | -                                        | Coupe inexistante   |
| 1993-1994 | 8e             | -                      | Championnat inexistant               | -                                        | Coupe inexistante   |
| 1994-1995 | 7e             | -                      | Championnat inexistant               | -                                        | Coupe inexistante   |
| 1995-1996 | 7e             | -                      | Championnat inexistant               | -                                        | Coupe inexistante   |
| 1996-1997 | 6e             | -                      | Championnat inexistant               | -                                        | Coupe inexistante   |
| 1997-1998 | 10e            | -                      | Championnat inexistant               | -                                        | Coupe inexistante   |
| 1998-1999 | -              | 6e (Gr. A)             | Championnat inexistant               | -                                        | Coupe inexistante   |
| 1999-2000 | -              | 7e (Gr. A)             | Championnat inexistant               | -                                        | Coupe inexistante   |
| 2000-2001 | -              | 8e (Gr. A)             | Championnat inexistant               | -                                        | Coupe inexistante   |
| 2001-2002 | -              | 8e (Gr. A)             | Championnat inexistant               | -                                        | 2e tour fédéral     |
| 2002-2003 | -              | -                      | 1er (Gr. B) 3e (Tournoi final Gr. A) | -                                        | 1er tour fédéral    |
| 2003-2004 | -              | -                      | 2e (Gr. B) 2e (Tournoi final Gr. B)  | -                                        | 16es de finale      |
| 2004-2005 | -              | 7e (Gr. B)             | -                                    | -                                        | 1er tour fédéral    |
| 2005-2006 | -              | 6e (Gr. A)             | -                                    | -                                        | 8es de finale       |
| 2006-2007 | -              | 4e (Gr. B)             | -                                    | -                                        | 2e tour fédéral     |
| 2007-2008 | -              | 9e (Gr. B)             | -                                    | -                                        | 8es de finale       |
| 2008-2009 | -              | 11e (Gr. B)            | -                                    | -                                        | 8es de finale       |
| 2009-2010 | -              | -                      | 6e (Gr. D)                           | -                                        | 2e tour fédéral     |
| 2010-2011 | -              | -                      | Championnat inexistant               | 1er (DH Gr. B) 2e (CIR Gr. F)            | 1er tour fédéral    |
| 2011-2012 | -              | -                      | Championnat inexistant               | 4e (DH Gr. B)                            | 1er tour fédéral    |
| 2012-2013 | -              | -                      | Championnat inexistant               | 1er (Division d'Honneur) 1er (CIR Gr. B) | 8es de finale       |
| 2013-2014 | -              | 2e (Gr. B)             | Championnat inexistant               | -                                        | 8es de finale       |
| 2014-2015 | -              | 1er (Gr. A) Champion   | Championnat inexistant               | -                                        | 2e tour fédéral     |
| 2015-2016 | 11e            | -                      | Championnat inexistant               | -                                        | 1/4 de finale       |
| 2016-2017 | -              | 6e (Gr. A)             | Championnat inexistant               | -                                        | 8es de finale       |
| 2017-2018 | -              | 7e (Gr. A)             | Championnat inexistant               | -                                        | 1er tour fédéral    |
| 2018-2019 | -              | 9e (Gr. A)             | Championnat inexistant               | -                                        | 2e tour fédéral     |
| 2019-2020 | -              | 9e (Gr. A)             | Championnat inexistant               | -                                        | 2e tour fédéral     |
| 2020-2021 | -              | Compétition arrêtée    | Championnat inexistant               | -                                        | Compétition arrêtée |
| 2021-2022 | -              | 11e (Gr. A)            | Championnat inexistant               | -                                        | 2e tour fédéral     |
| 2022-2023 | -              | -                      | Championnat inexistant               | 2e (Régional 1)                          | 1er tour fédéral    |
| 2023-2024 | -              | -                      |                                      | 2e (Régional 1)                          | 16es de finale      |
| 2024-2025 |                |                        |                                      |                                          | 16es de finale      |

## Personnalités historiques du club

### Présidents
- Hubert Indrigo (1968-années 1990)
- Marie-Thérèse Policon[35] (années 1990-2016)
- Éric-Roméo Mpome[36],[37] (2016-2019)
- William Monthézin (2019-2023)
- Roméo de Amorim (depuis 2024)

### Entraîneurs
- Jeff Theresin
- Dominique Tedeschi (1980-1987 ; 1989-)
- Élisabeth Loisel (1987-1989)
- Valérie Duru
- Luther Kanor (2000-2001)
- Jacques Becker (2001-2002)
- Sylvie Cassauba (2002-2004)
- Christophe Neves (2004-2007)
- Gesly Eliscar[38] (2007-2008)
- Christian Le Ray (2008-2010)
- Amélie Delvallée (2010-2011)
- Régis Mohar[39],[40] (2011-2016)
- Izdihar Kheliel et  Djoued Mansouri[41] (2016-2017)
- Frédéric Gonçalves (2017-2018)
- Séverine Gouyer (2018-2019)
- Guinel Konn Konn (2019-2020 ; 2021-2022)
- Augustin Akpali (2020-2021)
- Yanis Lamraoui (depuis 2022)

### Joueuses emblématiques
Joueuses internationales championnes de France avec la VGA Saint-Maur entre 1983 et 1990 :
- Sandrine Roux (6 titres avec la VGA)
- Marie-Agnès Annequin-Plantagenet (6 titres)
- Sylvie Baracat (6 titres)
- Martine Puentes (6 titres)
- Élisabeth Loisel (5 titres)
- Régine Mismacq (5 titres)[42]
- Nicole Abar (5 titres)
- Corinne Suchodolski (5 titres)
- Nathalie Flisar (4 titres)
- Laurence Richoux (4 titres)
- Valérie Bournat (3 titres)
- Sophie Rudant (3 titres)
- Hélène Hillion-Guillemin (2 titres)
- Sylvie Cassauba (2 titres)
- Marie-Bernadette Thomas (1 titre)
- Isabelle Musset (1 titre)
- Sophie Ryckeboer-Charrier (1 titre)

Les statistiques de joueuses n'étant disponibles que depuis le milieu des années 2000, un classement fidèle des joueuses ayant disputer le plus de matchs avec le club ne peut pas être établi. Un classement par nombre de saisons au club peut donner un aperçu de celui-ci.
| Rang | Joueuses          | Période                       | Saisons |
| 1re  | Valérie Bournat   | 1987-2010 2011-2012           | 24      |
| 2e   | Martine Puentes   | 1975-1992                     | 17      |
| 2e   | Sandrine Roux     | 1982-1999                     | 17      |
| 4e   | Kani Konté        | 2004-2011 2013-2022           | 15      |
| 5e   | Fabienne Berthout | 1978-1992                     | 14      |
| 5e   | Sophie Rudant     | 1986-2001                     | 14      |
| 5e   | Sylvie Cassauba   | 1987-1993 1995-2004           | 14      |
| 5e   | Nelly Piedvache   | 1995-2009                     | 14      |
| 9e   | Julie Duong Ferat | 1999-2009 2011-2013           | 13      |
| 9e   | Amélie Delvallée  | 2004-2017                     | 13      |
| 9e   | Karen Montgénie   | 2004-2006 2010-2011 2012-2022 | 13      |
| 9e   | Mélanie Hacard    | 2009-2022                     | 13      |

## Structures du club

### Stade

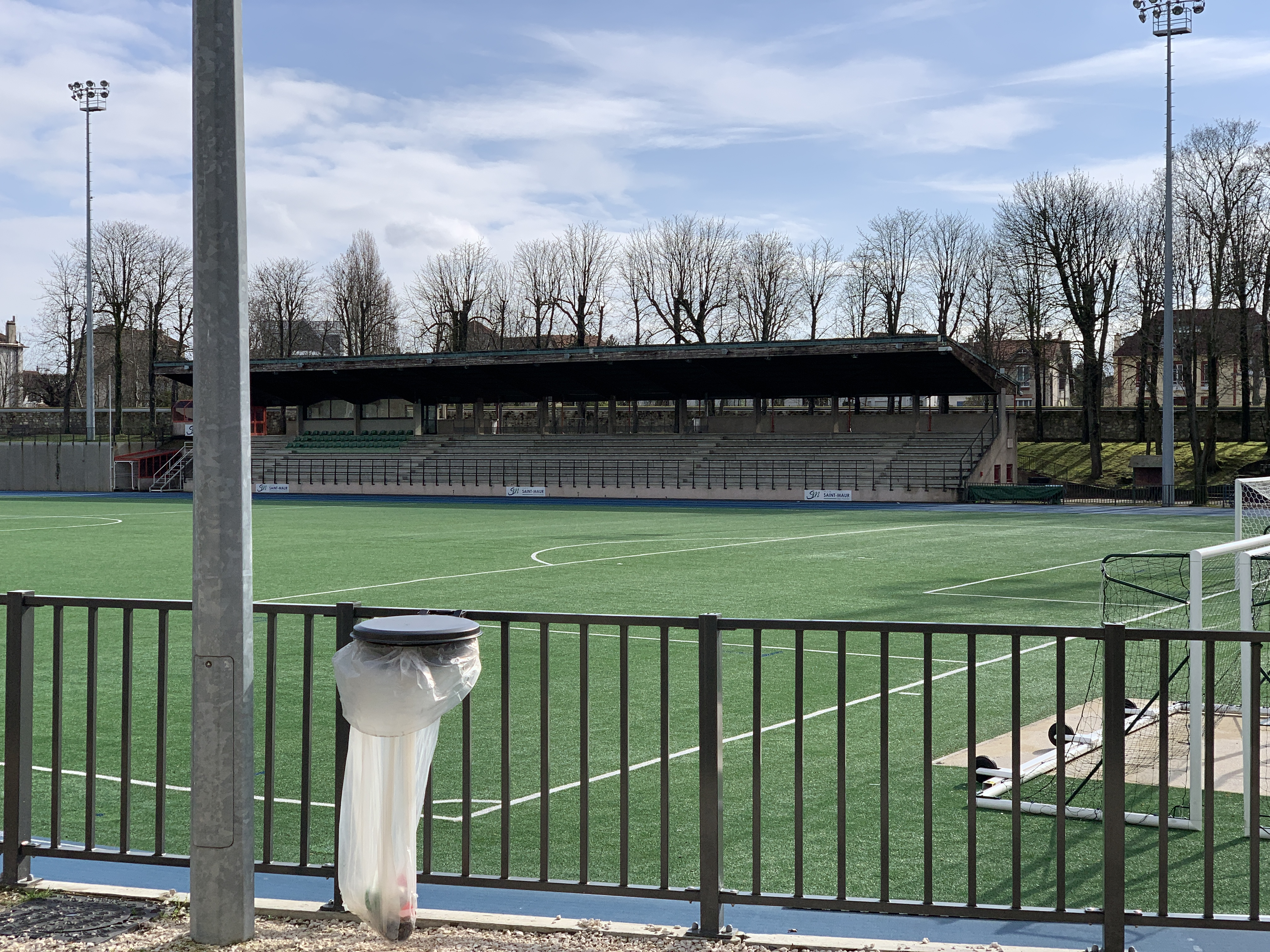
Le stade Adolphe-Chéron en 2021.

La joueuses de la VGA Saint-Maur s'entraînent et jouent à domicile au stade Adolphe-Chéron, principal stade de la ville. Il est doté d'une capacité de 3 500 places ainsi que d'une pelouse synthétique depuis 2017.

### Statut légal
La VGA Saint-Maur Football Féminin fait partie du club omnisports VGA Saint-Maur, association loi de 1901, riche de 10 000 licenciés au sein de ses 31 sections. Il est le 4e club omnisports de France.
La section football féminin, disposant du numéro d'affiliation 739 890 à la FFF, possède elle 240 licenciés en 2022, dont 200 joueuses réparties dans 9 équipes.